# Dima Bilan
Dima Bilan (Russisch: Дима Билан) (Oest-Dzjegoeta, 24 december 1981) is een Russische zanger, acteur, model en coach bij de Russische versie van The Voice en The Voice Kids.

## Biografie

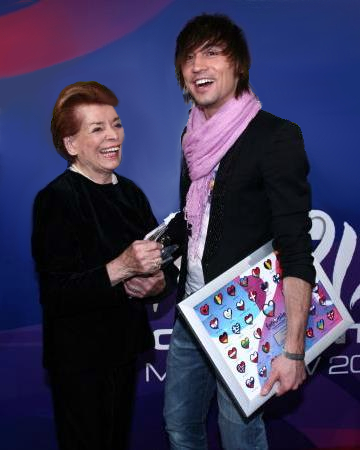
Dima Bilan en Lys Assia tijdens het Eurovisiesongfestival 2009

Bilan werd geboren als Viktor Nikolajevitsj Belan (Russisch: Виктор Николаевич Белан), op 24 december 1981 in de Karatsjaj-Tsjerkessische stad Oest-Dzjegoeta.
Toen hij een jaar oud was verhuisde hij met zijn ouders naar zijn grootmoeders woonplaats in de stad Naberezjnye Tsjelny in Tatarije. Op zesjarige leeftijd verhuisde hij vervolgens met zijn familie naar de stad Majski in Kabardië-Balkarië, waar hij naar school ging met zijn zus.
Hij was ook deel van het schoolkoor, waar zijn leraren hem adviseerden om zanglessen te gaan nemen.

### Begin van carrière
In 1998 deed Bilan mee aan het Chunga-Changa festival is Moskou. De twee liedjes die hij daar zong werden zeer gewaardeerd door de jury en als beloning kreeg hij een certificaat en een prijs. Door dit festival ontstond er een verlangen om in de Russische hoofdstad te leven
Na het slagen van zijn middelbare school, ging hij naar Moskou, naar de befaamde Gnessin Staatsacademie voor Muziek. Hij woonde in het appartement van de familie Prosin, wie hem in 2000 hielp met het opnemen van zijn eerste muziekvideo Osen', die zonder een echte hit te worden werd uitgezonden op MTV.
In het derde jaar van zijn studie stelde een vriend hem voor aan Joeri Ajzensfis, die toen zijn producer werd.
In 2002 nam Bilan deel aan de internationale zangwedstrijd New Wave, waar hij vierde werd. Tevens kwam dat jaar zijn tweede muziekvideo uit genaamd Bum.

### Eerste albums
Bilan bracht in 2003 zijn debuutalbum Notsjnoj Hoeligan uit. Het liedje met dezelfde naam als het album en de bijbehorende video werden een grote hit. 
Een jaar later, in 2004, kwam zijn tweede album Na Beruga Neba uit. Voor dit album werkte hij onder andere samen met Diane Warren. Het album werd in Rusland met platinum bekroond. 
Datzelfde jaar slaagde Bilan zijn studie als klassiek vocalist.

### Nieuwe producer en Eurovisiesongfestival 2005
In het begin van 2005 bracht Bilan zijn single Ty dolzja rjadom byt  uit, wat een nummer 1-hit werd in Rusland. Dit was tevens de Russische versie van Not That Simple waarmee hij probeerde de Russische nationale finale mee te winnen om zo naar het Songfestival te gaan. Het liedje was geproduceerd door Aizensphis maar het haalde echter het Eurovisiesongfestival niet: het werd tweede in de nationale finale. 
Op 20 september stierf Ajzensfis, wat voor Bilan veel verdriet opleverde. Zijn nieuwe producer werd Jana Roedkovskaja, de tegenwoordige vrouw van Jevgeni Ploesjenko.

### Eurovisiesongfestival 2006
In midden maart 2006 werd hij door de Russische omroep Perviy Kanal intern gekozen om Rusland te vertegenwoordigen op het Eurovisiesongfestival in Athene. Hij zong voor Rusland het liedje Never Let You Go. Uiteindelijk leverde het hem een tweede plaats op, met 248 punten, 41 punten minder dan de winnaars uit Finland: Lordi. Hij kreeg de maximale score van 12 punten uit maar liefst zeven landen. Dit was voor Rusland een gedeelde beste prestatie ooit. De zangeres Alsou werd tijdens het Eurovisiesongfestival 2000 ook tweede voor Rusland.

### Supersterrenstatus in Rusland
Door zijn tweede plek op het Eurovisiesongfestival 2006 werd Bilan een grote ster in Rusland. Zijn album dat dat jaar uitkwam werd met 2 miljoen verkochte albums bekroond met platina. Zijn Eurovisiesongfestival inzending bleef voor 24 weken op nummer 1 staan. Op 20 november 2006 zong hij het liedje tijdens de World Music Awards, in Londen. Hij ging niet met lege handen naar huis, hij kreeg ook de titel Best Verkopende Russische Artiest.

### Eurovisiesongfestival 2008
Bilan won op 9 maart 2008 de Russische nationale finale en vertegenwoordigde daarom Rusland op het Eurovisiesongfestival 2008, in Belgrado. Zijn nummer Believe was door hemzelf en de Amerikaanse tekstschrijver Jim Beanz geschreven. Believe trad aan in de eerste halve finale op 20 mei en werd daar derde. Het liedje ging door naar de finale op 24 mei. Daar won het uiteindelijk met 272 punten. Bilan werd zo de eerste Russische artiest die het Eurovisiesongfestival won. In zijn act stonden de Olympisch schaatskampioen Jevgeni Pljoesjtsjenko en de violist Edvin Martin hem bij.

### 2009-2010
Bilan trad op bij verschillende nationale finales van landen die meededen aan het Eurovisiesongfestival 2010. Hij was onder andere ook interval act bij het Junior Eurovisiesongfestival 2008, in Cyprus.
Tijdens de finale van het Eurovisiesongfestival 2009, was hij de openingsact. Bilan kwam vanaf het dak van de Olympische Arena in Moskou met een touw naar beneden, waar hij vervolgens op een loopband door een aantal obstakels heen sprong. Toen de jas die hij uittrok en weggooide in het touw bleef hangen, weer naar hem toe gleed en een tweede poging om de jas er weer van het touw te krijgen mislukte, leverde dat Bilan veel hilariteit op onder de kijkers.
Later dat jaar won hij voor de vijfde keer op rij de titel Beste Russische Act bij de MTV EMA's. 
In 2010 bracht hij het duet Safety met de Amerikaanse zangeres Anastacia uit.

### 2011
In de lente bracht Bilan zijn zesde album Metsjtateli uit. Er waren twee versies van het album uitgebracht plus vijfhonderd vinyl platen, die werden uitgebracht als collectors item. 
In het najaar vloog hij naar Los Angeles om de video voor zijn liedje Blind Love op te nemen. In de video speelt ook de Vampire Diaries acteur Ian Somehalder. De video werd een van de meeste bekeken YouTube-video’s van het jaar in Rusland. 
Niet lang daarna kwam Bilans autobiografie uit getiteld Ot hoeligana do metatelja, wat v
Van hooligan tot dromer betekent, een verwijzing naar zijn eerste album en zijn laatste album voor het boek. 
In november van dat jaar speelde hij een jubileumconcert ter ere van zijn (bijna) dertigste verjaardag. Bilan werd begeleid door het Johan Strauss Orkest uit Wenen, onder leiding van Edvin Marton. Later werd het concert uitgezonden op Perviy Kanal.

### 2012
Voor de Russische selectie voor het Eurovisiesongfestival 2012 zond hij samen met Joelia Volkova, (ex-t.A.T.u -lid) het nummer Back to her Future in. Bilan en Volkova wonnen de selectie niet, maar moesten genoegen nemen met de tweede plaats, achter de Russische oma's (Boeranovskie Baboesjki). 
Bilan mocht echter wel naar Bakoe afreizen. Maar alleen als deel van de interval act in de tweede halve finale van het Eurovisiesongfestival 2012, samen met Marija Serifovic, Alexander Rybak, Lena Meyer-Landrut en Ell & Nikki. 
In het najaar mocht hij plaatsnemen op een van de stoelen van Golos de Russische versie van het Nederlandse programma The Voice.
De MTV EMA's verliepen dat jaar succesvol voor Bilan. Hij werd eerst onderscheiden met de titel Beste Russische Act voor de zevende keer, maar werd vervolgens ook uitgeroepen tot Beste Europese Act wat hem een nominatie opleverde voor de Beste Wereld Act en op een nominatie op de World Music Awards voor 's Werelds Beste Mannelijke Zanger.

### 2013-heden
Februari 2013 schreef Bilan geschiedenis: hij werd de eerste Rus die een prijs won op Nickelodeons Kids' Choice Awards . Eind april presenteerde hij de laatste aflevering van de serie Ruslands Top 10 op de Russische MTV, vlak voordat dat kanaal stopte. 
Tijdens het Eurovisiesongfestival 2013 maakte Bilan deel uit van de jury voor Rusland. 
Later dat jaar kwam Bilans meest recente album uit: Dotjanis. 
Hij nam dat jaar weer plaats in de Russische versies van the Voice.
In 2014 mocht hij de Olympische vlam voor een deel dragen, die van Athene richting Sotsji voor de Olympische Winterspelen. 
Ook in 2014 was hij coach bij Golos (The Voice of Russia). In 2016 won hij als coach the Voice Kids met Danil Ploezjnikov die door zijn korte lengte van 110 centimeter opviel.

## Privéleven
Dima Bilan werd geboren als Viktor Belan, maar liet in 2008 zijn artiestennaam naar zijn officiële naam veranderen vanwege een conflict met de erven van zijn overleden producer Ajzensjpis.
Bilan werd in 2013 peetvader van de zoon van Jevgeni Ploesjenko en zijn manager en producer Jana Roedkovskaja.

## Discografie

### Albums
- Ja notsjnoj choeligan (Я ночной хулиган) (2003)
- Na beregoe neba (На берегу неба) (2004)
- Vremja-reka (Время-река) (2006)
- Protiv pravil (Против Правил) (2008)
- Believe (2009)
- Metsjtatel (Мечтатель) (2011)
- BEST (2011)
- Dojantis (Доянтис) (2013)
- Ne Molchi (Не молчи) (2015)